# Agnes E. Wells
Agnes Ermina Wells (Saginaw, Estados Unidos, 4 de janeiro de 1876 – 6 de julho de 1959)  foi uma educadora dos Estados Unidos e ativista a favor do sufrágio feminino no movimento que lutava pelo direito igualitário das mulheres. Formada pela Universidade de Indiana e professora universitária de matemática e astronomia.

## Biografia
Wells nasceu em Saginaw, no estado de Míchigan, Estados Unidos, em 4 de janeiro de 1876. Era filha de Edgar Sylvanus Wells e Julia Hartness Comstock. Tinha três irmãos: William, o irmão mais velho que morreu aos 8 anos de idade; Benjamin, irmão mais novo que se tornou um dentista; e Florence, irmã mais nova que se tornou uma professora do Ensino Médio.
Estudou no West Side Saginaw High School, que se tonou o Instituto de Arthur Hill High Schoole esteve um ano na Escola de Formação do Condado para Professores da Saginaw. Wells estudou alemão e música durante um ano em Dresde,  Alemanha. Ela também estudou em Bryn Mawr College antes de entrar na Universidade de Míchigan, onde estudou matemática e se graduou em 1903. Em 1916, em Carleton College, seu campo de estudo foi a astronomia e, então, ovteve seu Mestrado de Artes. Após completar sua disertação A Study of the Relative Proper Motions and Radial Velocities of Stars in the Pleiades Group (Um Estudo dos Movimentos Apropriados Relativos e das Velocidades Radiais de Estrelas no grupo das Pleyades), obteve o título de doutorado em astronomia pela Universidade de Míchigan em 1924.
Viveu com Lydia Woodbridge, uma professora da Universidade de Indiana, que foi identificada como sua parceira em Bloomington, Indiana. Woodbridge foi vice-decana e professora de francês. Quando Wells deixou de ser decana, Woodbridge também deixou de ser vice-decana e se dedicou a ensinar francês inteiramente.
Woodbridge morreu no dia 28 de julho de 1946 em Bloomington, Indiana, aos 70 anos de idade. Após sua morte, Wells escreveu numa carta a Anita Pollitzer, colega de Partido, que sua “amiga durante 41 anos e colega de andar durante 28 anos”  acabou de morrer. Agnes Wells, em seus últimos anos, viveu com sua irmã Florence Wells em Saginaw, Míchigan. Morreu em 7 de julho de 1959. Em 1971, fez parte da Sala de Fama de Saginaw.

## Trajetória profissional
Wells trabalhou inicialmente como educadora em Crystal Falls, na Península Alta de Míchigan, onde foi a diretora do instituto entre 1904 a 1905. Posteriormente, atuou como professora de matemática no Instituto Duluth de Minnesota . De 1907 a 1914, ocupou o cargo de diretora do departamento de matemática. Enquanto estudava seu mestrado, foi instrutora no Carleton College.
Em 1917, adentrou à faculdade e, durante os verões, foi decana das mulheres na Universidade de Míchigan em Ann Abor. Na Residência de Helen Newberry, foi a diretora social. Posteriormente, entrou na Universidade de Indiana e ensinou matemática, além de ser a decana das mulheres desde 1919.  Wells atuou como tutora para estudantes femininas e as ajudou na busca por alojamento, estabelecendo também um sistema de habitações na escola. Em 1924, tornou-se membro da Indiana Academy of Science (Academia de Ciência de Indiana), e começou a oferecer cursos de astronomia. Deixou de ser decana de mulheres em 1938, e  seguiu ensinando matemática e astronomia na universidade até 1944.
Para a American Association of University Women, a Associação americana de Mulheres Universitárias, Agnes Wells estabeleceu uma bolsa de 1 milhão de dólares.
Wells foi ativa em diversos clubes e organizações. Fundou capítulos do Mortar Board para mulheres veteranas tanto na Universidade de Míchigan como na Universidade de Indiana. Foi membro da American Association of Deans of Women, da Míchigan State Society, da National Education Association, da Daughters of the American Revolution e de Phi Beta Kappa.

### Os direitos das mulheres
Wells atuou como membro do National Women's Party (o partido Nacional da Mulher) e, mais tarde, como a presidente em 1949. A organização trabalhou em favor do direito da mulher ao voto através da Décima Nona Emenda à Constituição e em prol da Emenda de Igualdade de Direitos.

### Reconhecimento
Universidade de Indiana  estabeleceu o quadrilátero de Agnes E. Wells, que compreende quatro edifícios: o Pavilhão Morrison, o Pavilhão de Sicomoro, o Pavilhão Conmemorativo, e o Pavilhão Goodbody, todos eles foram construídos entre 1925 e 1940.

### Trabalhos publicados
Wells, Agnes E.  A STUDY OF THE RELATIVE PROPER MOTIONS AND RADIAL VELOCITIES OF STARS IN THE PLEIADES GROUP, Universidade de Míchigan, 1924.